# Team Hawaii
Team Hawaii – amerykański klub piłkarski mający siedzibę w Honolulu na Hawajach. Drużyna występowała w lidze NASL, a jego domowym obiektem był Aloha Stadium. Zespół istniał w 1977 roku i był to jedyny zespół piłkarski z Hawajów.

## Historia
Klub został założony w 1977 roku jako kontynuator tradycji San Antonio Thunder i istniał tylko przez jeden rok kalendarzowy. W swoim jedynym sezonie w lidze NASL zajął 4. miejsce w Dywizji Południowej i nie zakwalifikował się do fazy play-off. Po zakończeniu sezonu 1978 klub został przeniesiony do Filadelfii w stanie Kalifornia i występował w lidze NASL pod nazwą Tulsa Roughnecks.

## Sezon po sezonie
| Sezon | Liga | Z  | P  | Pkt | Sezon                                                 | Playoff                | Śr. frekwencja |
| ----- | ---- | -- | -- | --- | ----------------------------------------------------- | ---------------------- | -------------- |
| 1977  | NASL | 11 | 15 | 106 | 4.miejsce, Konferencja Pacyficzna, Dywizja Południowa | Nie zakwalifikował się | 4,543          |

## Skład
| Nr | Poz. | Piłkarz          |
| -- | ---- | ---------------- |
| 0  | BR   | Jimmy Joerg      |
| 1  | BR   | Peter Fox        |
| 2  | OB   | Chris Carenza    |
| 3  | OB   | Ismael Moreira   |
| 3  | OB   | Dave Stahl       |
| 4  | OB   | Mark Stahl       |
| 5  | OB   | Charlie Mitchell |
| 6  | OB   | Peter Nover      |
| 7  | OB   | Tommy Taylor     |
| 8  | OB   | Keith Coleman    |
| 11 | OB   | Axel Neumann     |
| 13 | OB   | Ed Pitney        |
| 21 | OB   | Tim Hunter       |

| Nr | Poz. | Piłkarz           |
| -- | ---- | ----------------- |
| 9  | PO   | Jim Henry         |
| 10 | PO   | Diamantino Costa  |
| 10 | PO   | Ben Smith         |
| 19 | PO   | Pat Holland       |
| 11 | PO   | Chris Dangerfield |
| 14 | NA   | Victor Kodelja    |
| 15 | NA   | Dan Counce        |
| 16 | NA   | Brian Tinnon      |
| 17 | NA   | Bert Bowery       |
| 18 | NA   | Yilmaz Orhan      |
| 20 | NA   | Hilary Carlyle    |

## Trenerzy
- 1977:  Hubert Vogelsinger
- 1977:  Charlie Mitchell[1]